# Vyaçeslav Bogatıryov
Vyaçeslav Magomedovïç Bogatıryov (in kazako Вячеслав Магомедович Богатырёв?, in russo Вячеслав Магомедович Богатырёв?, Vjačeslav Magomedovič Bogatyrëv; Almaty, 12 ottobre 1977) è un ex calciatore kazako, di ruolo centrocampista.